# Гайнинский говор
Гайнинский говор или Бардымский подговор — бытовой говор, на котором разговаривают пермские татары и башкиры, выступающий, как гайнинский говор северо-западного (западного) диалекта башкирского языка, и как бардымский подговор пермского говора среднего (казанского) диалекта татарского языка. По переписи населения, сами носителя говора определяют свой язык татарским.

## Ареал распространения
Гайнинский говор (бардымский подговор) распространён в Бардымском, Куединском, Пермском районах Пермского края.

## История
Гайнинский говор является единственным говором башкирского языка, ареал которого полностью совпадает с границами расселения конкретного рода. Согласно Р. Г. Кузееву, гайнинские башкиры находились в булгаро-угорском окружении вместе с другими родами юрматы, еней, буляр, кесе, усерган, бурзян, тангаур. Сами гайнинцы считают своих предков «выходцами из Булгар» или «коренными башкирами», которые переселились с «Мензелинских сторон». Гайнинские башкиры долгое время сохраняли некоторые особенности этнокультурной близости к волжским булгарам и чувашам.
Земли гайнинцев являются самым северным ареалом расселения башкирских племён. Во время заселения бассейнов рек Тулвы и Сылвы, гайнинские башкиры вошли в тесное взаимодействие с местным угорским населением, при котором они имели преимущественное языковое и культурное влияние на местное население. После присоединения башкирских родов к Русскому государству, началось массовое заселение земель края русскими, татарами и другими народами. Дети пермских башкир уже долгое время обучаются на татарском литературном языке. Пермские башкиры свой язык называют собственным, иногда считают его башкирским.
Гайнинский говор, связанный с своими корнями с башкирским языком, многие века функционировал на северном ареале распространения тюркских языков Урало-Поволжья. Благодаря ранней изоляции в говоре сохранились локальные диалектные особенности, некоторые из них вообще отсутствуют в современных тюркских языках Пермского края. По предположению С. Ф. Миржановой, данные особенности могли развиться на основе древних башкирско-булгарских языковых контактов, часть рефлексов которого наблюдается в отдельных говорах среднего диалекта татарского языка и в среднем говоре южного диалекта башкирского языка.

### История изучения и классификация
В 1963 году в 14 населённых пунктах Пермской области работала фольклорная экспедиция Институт истории, языка и литературы БФ АН СССР, которая собрала сведения и по языку пермских башкир.
В 1973 году в 8 населённых пунктах (Бичурино, Елпачиха, Ишимово, Краснояр, Нижняя Искильда, Ольховка, Султанай, Танып) работала диалектологическая экспедиция ИИЯЛ БФ АН СССР.
В 1987 году вышел 3-й том издания «Словарь башкирских говоров. Западный диалект», а в 2002 году — «Диалектологический словарь башкирского языка», в которые были включены отдельные слова из лексики гайнинского говора. Лексика говора также была отражена во 2-м томе «Словаря башкирских говоров», которая была издана в 1970 году.
Язык пермских башкир является гайнинским говором северо-западного (западного) диалекта башкирского языка. Некоторые исследователи считают говор татар и башкир Прикамья единым и определяют его как один из говоров среднего диалекта татарского языка. К примеру, согласно классификации Д. Б. Рамазановой, говор гайнинцев и пермских татар относится к бардымскому подговору среднего диалекта татарского языка. По мнению Р. М. Юсупова, в «татаризации» языка гайнинцев большую роль сыграли обучение в общеобразовательных школах, издание средств массовой информации и периодики, а также радиовещание на татарском языке.
Отдельными языковедами язык гайнинцев также рассматривался как говор южного диалекта башкирского языка.

## Лингвистическая характеристика
Гайнинский говор значительно отличается от других говоров диалектов башкирского и татарского языков сохранением древних языковых черт.

### Фонетика
Одной из основных особенностей гайнинского говора является сужение широких гласных в позициях ударного закрытого слога, то есть употребление гласных [ы], [е] вместо [а], [ә]: лит. «ҡырау» (заморозки) ҡыр[а]у — диал. ҡыр[ы]у, лит. «берәү» (один) бер[ә]ү — диал. бер[е]ү и т. д. Эта особенность отождествляет говор с говорами Нагорной стороны (нурлатским, тарханским, камскоустьинским говорами) татарского языка, тогда как в литературных татарском и башкирском языках переходит на [ай]—[әй]: лит. «алай» (вон такой) ала[ай] — диал. ал[ый], лит. «былай» (вот такой) был[ай] — диал. был[ый], лит. «шулай» (такой) шул[ай] — диал. шул[ый] и т. д.
Данная диалектная особенность постоянно выступает:
- в дифтонгических сочетаниях [ый], [ей] вместо [ай]—[әй] в конце слов: лит. «алай» (вон такой) ала[ай] — диал. ал[ый], лит. «былай» (вот такой) был[ай] — диал. был[ый], лит. «шулай» (такой) шул[ай] — диал. шул[ый] и т. д.
- в дифтонгических сочетаниях [ыу]—[еү], [оу]—[өү] вместо [ау]—[әү] в конце слов: лит. «йәйәү» (пешком) йәй[әү] — диал. жей[еү], лит. «ҡырау» (заморозки) ҡыр[а]у — диал. ҡыр[ы]у, и т. д.[16]

Характерной особенностью говора, полностью отождствляющим говор с татарским языком, является:
- употребление мягкого щелевого шипящего [ч] вместо [с]: баш. лит. «ысын» (истина) ы[с]ын — диал. [ч]ын (тат. «чын»), баш. лит. «күгәрсен» (голубь) күгәр[с]ен — диал. күгер[ч]ин (тат. «күгәрчен»), баш. лит. «сәкмән» (чекмень) [с]әкмән — диал. [ч]екмин (тат. «чикмән») и т. д.
- употребление общетюркского [с] в исконно тюркских словах: баш. лит. «һин» (ты) [һ]ин — диал. [с]ин (тат. «син»), баш. лит. «һыу» (вода) [һ]ыу — диал. [с]у (тат. «су») и т. д.
- употребление мягкого согласного җ вместо [й] в начале слов: лит. «егәрле» (трудолюбивый) [йе]гәрле — диал. [җ]игәрле (тат. «җегәрле»), баш. лит. «ете» (семь) [йе]те — диал. [җи]те (тат. «җиде»), лит. «яурын» (плечо) [йа]урын — диал. [җа]урын и т. д.

Другой особенностью фонетики гайнинского говора является преимущественное употребление узкого [и] вместо широкого ударного гласного [ә] в конце слов: баш. лит. «сепрәк» (тряпка) сепр[ә]к — диал. чепр[и]к (тат. «чүпрәк»), лит. «билсән» (осот) билс[ә]н — диал. билч[и]н (тат. «билчән»), лит. «сәкмән» (чекмень) сәкм[ә]н — диал. чекм[и]н (тат. «чикмән») и т. д.

### Грамматика
Основными грамматическими особенностями гайнинского говора являются:
- регулярное использование формы словосочетания изафет первого типа, который часто заменяет остальные изафетные формы: «ишек төп сике» (кровать около дверей), «мич ара йаҡ» (часть дома где находится печь) и т. д.;
- употребление инфинитива -ма (характерен также для чувашского языка) и формы -маға (характерен для среднего говора южного диалекта башкирского языка) характерных для западного диалекта татарского языка;
- специфические формы категории принадлежности имён существительных, характерных и для нагорных говоров казанского диалекта татарского языка: баш. и тат. лит. «минең ҡыҙҙың малайы, минем кызның малае» (сын моей дочери) — диал. «меңке ҡызныҡы малай» и т. д.

### Лексика
Особенности лексики языка пермских татар и башкир отражают древние и современные языковые контакты их говора с говорами башкирского, татарского и других тюркских и нетюркских языков.
Если большинство татар и башкир для обозначения дней недели в основном используют персидско-арабские заимствования, то у гайнинских башкир понедельник, вторник, среда и суббота обозначается также как у чувашей. Из арабо-персидского мусульманского календаря пермские башкиры и чуваши позаимствовали только названия четверга и пятницы. Востоковед-тюрколог А. Н. Самойлович в общей системе названий дней недели у пермских башкир, чувашей, марийцев, удмуртов и некоторых других народов усматривает наслоения разных эпох и религий. Данная система получила условное наименование «языческо-иудейско-христианско-мусульманской».
| Сравнение названий дней недели                |                          |                                       |                                   |                                                |                        |                                       |                                   |
| На русском языке                              | суббота                  | воскресенье                           | понедельник                       | вторник                                        | среда                  | четверг                               | пятница                           |
| На языке пермских татар и башкир              | куру-кун («пустой день») | урус-атна-кун («день русской недели») | туган-кун («перворожденный день») | атланган кун («день в котором садятся верхом») | кан-кун («день крови») | четне-кун («день перед неделей»)      | джума («день совершения молитвы») |
| На татарском и башкирском литературном языках | шимбә, шәмбе             | якшәмбе, йәкшәмбе                     | дүшәмбе                           | сишәмбе, шишәмбе                               | чәршәмбе, шаршамбы     | пәнҗешәмбе/кичатна, кесе йома/кесаҙна | җомга, йома/аҙна                  |

В гайнинском говоре зафиксировано слово «маль», которое в литературном языке и в других говорах в основном употребляется только в составе других слов:
- сложносращенных слов «корт + мэле — черника», корт + мэ (айский говор) «черника», корт + мэле (кызыльский и миасский говоры) «брусника», корт + мэлин (миасский говор) «клюква»;
- в составе сложносоставных слов: «кук кортмэле — голубика, кара кортмэле — черника, кызыл кортмэле — брусника»;
- в финно-угорских языках: коми нюрмоль «клюква», удм. кудымульы (куд «болото, болотный» + мульы «ягода, плод»), удм. нюрмульы (нюр «болото, болотный» + мульы «ягода, плод») «клюква», удм. пушмульы (пуш «внутренний» + мульы «ягода, плод») «орех», удм. тыпымульы (тыпы «дуб» + мульы «ягода, плод») «жёлудь», удм. ягмульы (яг «бор; боровой, то есть сосновый» + мульы «ягода, плод») «брусника»[20].